# خوسيه لويس نونيز
خوسيه لويس نونيز (بالكتالونية: José Luis Núñez Clemente)‏ الرئيس رقم 35 في تاريخ نادي برشلونة, في 6 مايو عام 1978 أصبح رئيس للنادي بعد نجاحة بانتخابات رئاسة النادي بفارق ضئيل، كان قبل أن يرأس النادي رجل أعمال متخصص في مجال الانشائات والعقارات، ونظرا لخبرتة وباعة الطويل في قطاع الأعمال جعل من الارتقاء في البعد الاقتصادي للنادي وحل مشاكل النادي المالية من أهم اولوياتة، في عهد الرئيس خوسية نونيز تم توسعة ملعب كامب نو في العام 1982 وكذلك انشأ متحف للنادي في العام 1984، يعتبر خوسية نونيز أطول رئيس ادار النادي الكاتلوني إذ امتد فترة رئاستة 22 عاما من عام 1978 حتى العام 2000 عندما قدم استقالتة في ذلك العام ودعى إلى انتخابات رئاسية مبكرة للنادي.
ومثلما كان عهد نونيز الأطول بين اقرانة السابقين واللاحقين من الرؤساء الذين تعاقبوا على رئاسة النادي فتعتبر كذلك فترة رئاسته واحدة من أفضل الفترات الرئاسية على صعيد تحقيق النتائج الايجابية وحصد الألقاب سواء في كرة القدم أو الألعاب الأخرى التي تمارس في النادي.

## البطولات التي حصدها النادي بعهد خوسية نونيز
- دوري أبطال أوروبا 1
- الدوري الإسباني 7 مرات
- كأس إسبانيا 6 مرات
- كأس الدوري الإسباني 2
- كأس السوبر الإسباني 5
- كأس أبطال الكؤوس الأوروبي 4 مرات
- كأس السوبر الأوروبي 2

## روابط خارجية
- خوسيه لويس نونيز على موقع أوليمبيديا (الإنجليزية)